# ベーカー＝ナン カメラ

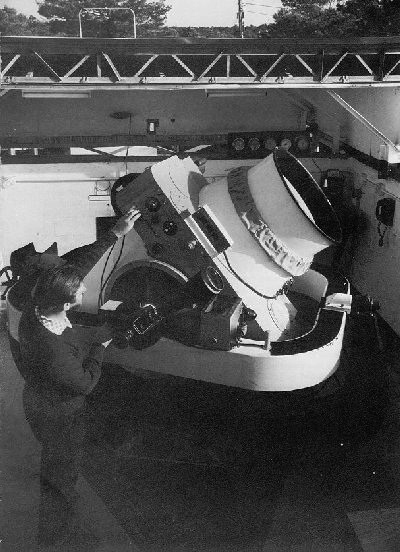
ベーカー-ナン人工衛星追跡用カメラ

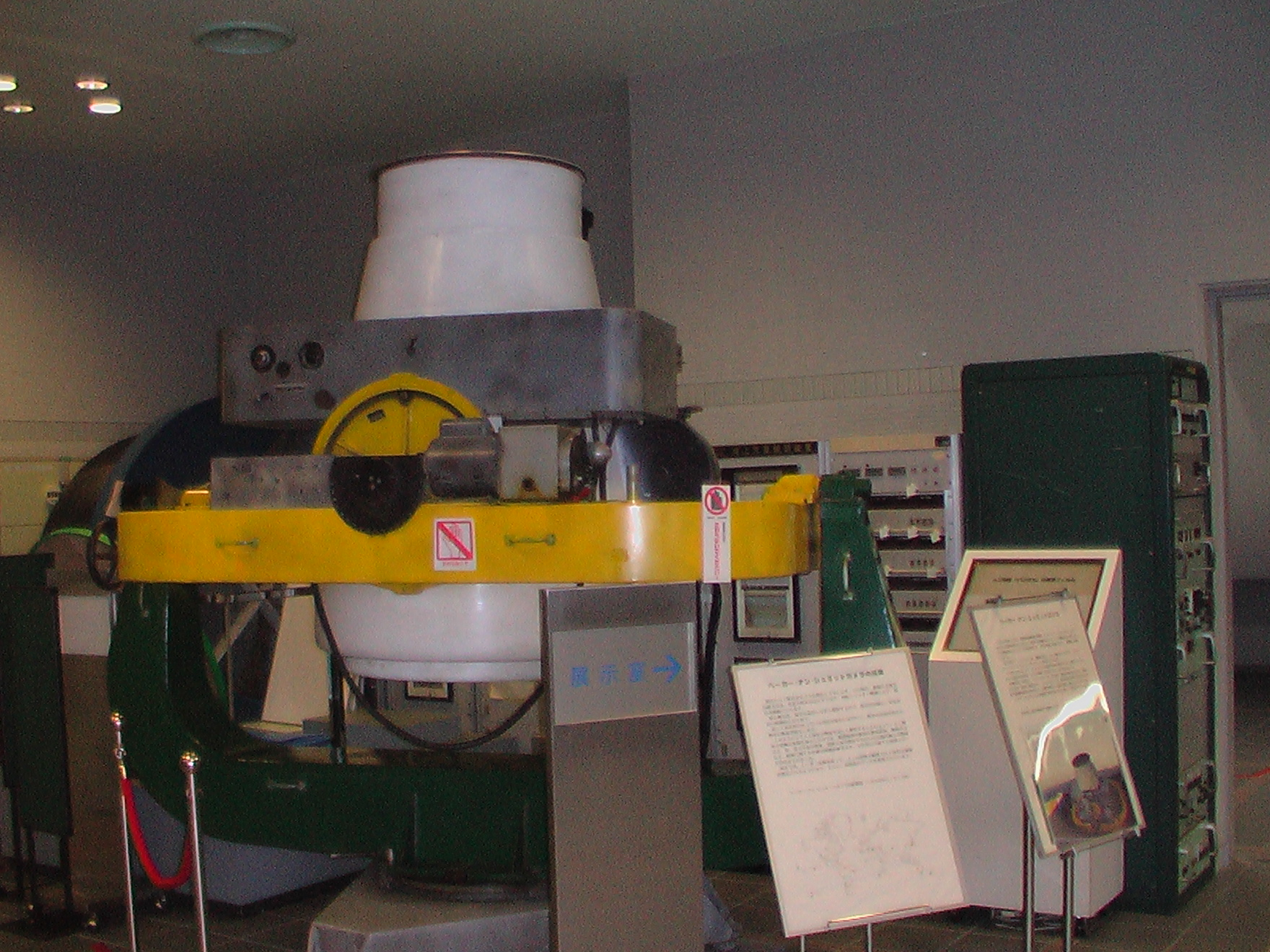
スミソニアン天体物理観測所によって人工衛星の追跡を目的として1958年に東京天文台三鷹観測所に設置されたベーカー・ナン・カメラ(現在は姫路科学館にて展示)

ベーカー＝ナン カメラ(Baker-Nunn Camera)とは人工衛星の光学追跡を目的とする光学望遠鏡である。

## 概要
シュミット式望遠鏡の一種で反射屈折光学系の天体カメラである。広視野を得るために特殊な3枚の非球面の補正板を備える。
ヴァンガード計画の一環としてジェイムズ・G・ベイカーとジョセフ・ナンによって開発され、パーキンエルマー社で生産され、Boller and Chivensによって組み立てられた。このカメラは1958年8月にスミソニアン天体物理観測所によって人工衛星の追跡を目的とするSTP(Satellite-Tracking Program)観測網を構築するためにアルゼンチン、オーストラリア、キュラソー島、スペイン、日本、インド、ペルー、南アフリカ、イランとアメリカ国内の3箇所に計12台が設置された。もともとはヴァンガード1号の観測を目的として世界各地に設置されたが、先にソビエト連邦のスプートニク1号が打ち上げられた事によりスプートニクの追跡データをもたらした。それらのカメラはSTP観測網が解体される1991年まで運用された。それらのカメラの1台は小天体追尾計画で使用するために再整備された。日本に設置された1台は当初は東京天文台三鷹観測所に設置され、1968年に堂平観測所に移設され、現在は姫路科学館にて展示されている。